# Guettarda deamii
Guettarda deamii är en måreväxtart som beskrevs av Paul Carpenter Standley. Guettarda deamii ingår i släktet Guettarda och familjen måreväxter. Inga underarter finns listade i Catalogue of Life.